# Cagliari Calcio 2020-2021
Questa voce raccoglie le informazioni riguardanti il Cagliari Calcio nelle competizioni ufficiali della stagione 2020-2021.

## Stagione

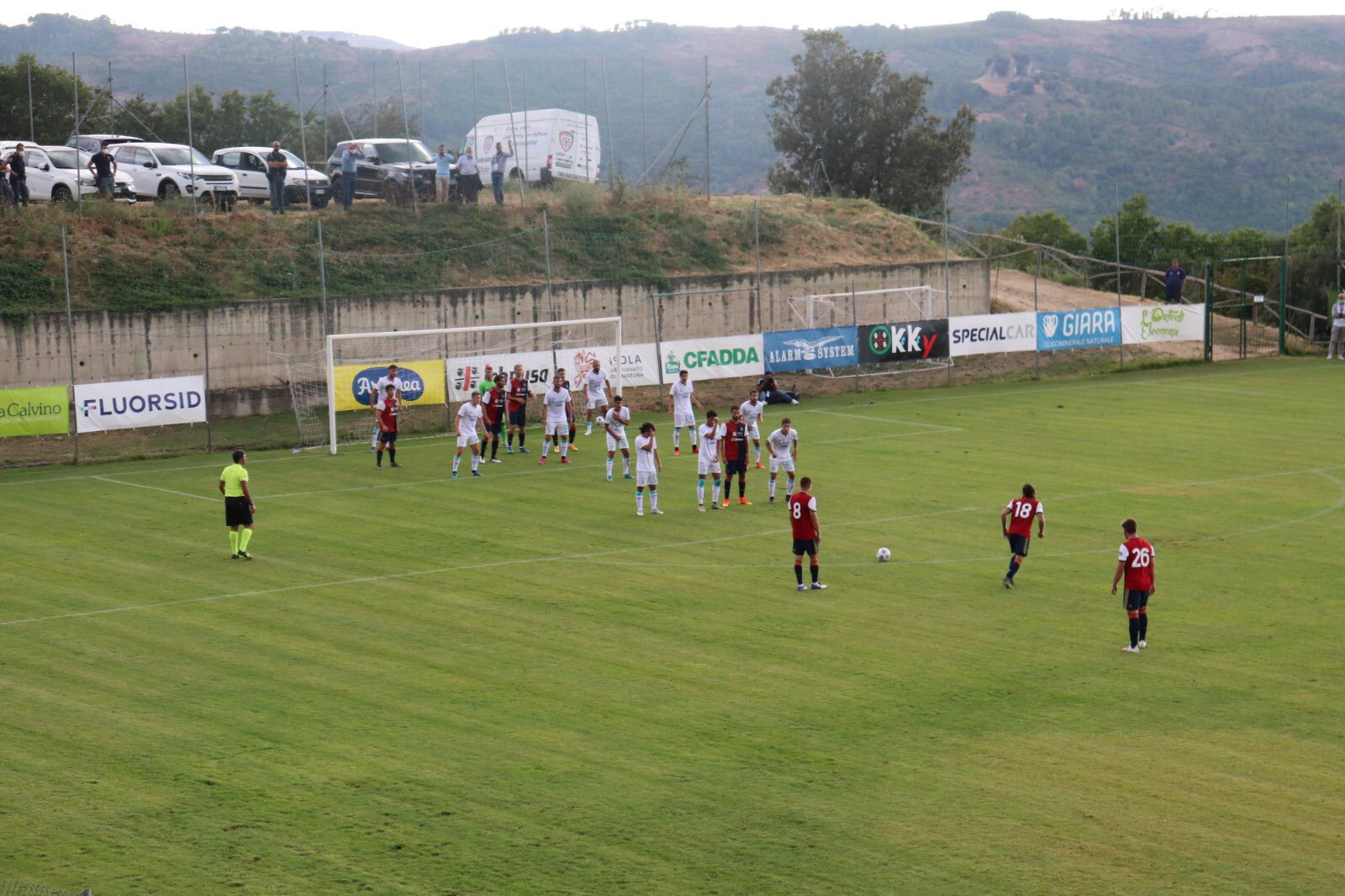
Calcio di punizione del Cagliari 2020-2021 durante un'amichevole contro l' nel precampionato ad Aritzo.

Dopo la deludente stagione del Centenario iniziata bene con Rolando Maran, poi esonerato e sostituito da Walter Zenga, per la stagione 2020-2021 il presidente Tommaso Giulini decide di non rinnovare il contratto all'ex portiere milanese e di ripartire dall'ex tecnico di Sassuolo, Roma e Sampdoria Eusebio Di Francesco. Cambi anche nell'area tecnica: dopo due stagioni e mezzo lascia Marcello Carli, esonerato e poi accasatosi al Parma e Pierluigi Carta è il nuovo direttore sportivo, a cui comunque rimane la responsabilità del settore giovanile oltre che quella dell'area scouting.
Il ritiro precampionato, anche a causa della sua brevità a causa del finale posticipato della stagione precedente causa pandemia di COVID-19, è stato impostato totalmente in Sardegna, dal 18 agosto nel Centro Sportivo Asseminello e dal 20 al 23 di agosto ad Aritzo, nella Barbagia di Belvì. Tuttavia, proprio a causa di tre positività al coronavirus di Filip Bradarić, Luca Ceppitelli e Alberto Cerri (a cui si aggiunge la precedente positività di Kiril Despodov), il ritiro è stato posticipato, e ridotto di un giorno, dal 2 al 4 settembre, per poi concludere la preparazione nuovamente ad Assemini.
L'esordio è con il Sassuolo e si parte con un pareggio per 1-1 con gol di Giovanni Simeone, seguito da due sconfitte pesanti con Lazio e Atalanta, la prima di Diego Godín in squadra. Queste portano Di Francesco a rinunciare al suo marchio di fabbrica del 4-3-3 per virare su un 4-2-3-1 in modo da spostare João Pedro da ala sinistra al suo ruolo, più congeniale, dietro la punta. La squadra si riprende e arrivano due vittorie contro il Torino e a Crotone a cui segue una terza vittoria contro la Sampdoria seppur intervallata da una sconfitta esterna con il Bologna. Queste saranno le uniche vittorie fino alla fine dell'anno solare. Dalla pausa per gli incontri delle nazionali in poi la squadra cala di rendimento oltre ad essere falcidiata dalle positività al COVID-19 (Godin, Nández, Giovanni Simeone, Ounas e Pereiro). A dieci punti in sette partite, nelle successive sette gare arrivano solo quattro punti, chiudendo così un disastroso 2020, l'anno del centenario del club, con soli 30 punti in 35 partite (escludendo le retrocesse e le neopromosse, solo il Torino ha fatto peggio).
Per invertire la rotta, e anche per rimediare all'assenza fino a fine campionato di Marko Rog, infortunatosi nell'ultima partita dell'anno contro la Roma al legamento crociato anteriore del ginocchio destro, viene ingaggiato in prestito Radja Nainggolan, già corteggiato in estate e alla sua terza esperienza in maglia rossoblù. Alla sconfitta a Roma si inanellano però ben altre cinque sconfitte di fila nel mese di gennaio: dopo la sesta sconfitta in casa del Genoa il presidente Giulini prova a rafforzare la posizione di Di Francesco rinnovandogli a sorpresa il contratto per un ulteriore anno. Nonostante ciò arriva un pareggio contro il Sassuolo con vittoria scaccia crisi sfumata all'ultimo secondo a causa del gol di Jeremie Boga e altre tre sconfitte di fila contro Lazio, Atalanta e soprattutto nello scontro salvezza contro il Torino, ennesimo filotto negativo che costa la panchina a Eusebio Di Francesco. L'allenatore pescarese chiude così la sua avventura in Sardegna dopo 23 partite nelle quali ha collezionato solo 3 vittorie e 15 punti, lasciando i sardi nella terzultima piazza in zona retrocessione.
In panchina al suo posto, il 22 febbraio 2021, viene ufficializzato l'arrivo dell'ex SPAL Leonardo Semplici. Contestualmente Giulini opta per un cambio anche nell'organigramma dell'area tecnica, richiamando nel ruolo di direttore sportivo Stefano Capozucca, già in rossoblù dal 2015 al 2017, e spostando l'uscente diesse Pierluigi Carta a ruolo di coordinatore dell'area tecnica e di raccordo tra squadra e società.
L'avvio di Semplici è positivo, con due vittorie in due scontri diretti contro Crotone e Bologna e un pareggio con un tiro all'ultimo secondo di Nainggolan contro la Sampdoria uscendo per un attimo dalla zona rossa. L'inerzia però si arresta subito con quattro sconfitte consecutive, di cui due pesantissime contro le concorrenti alla salvezza quali Spezia in trasferta e soprattutto Verona alla Sardegna Arena e la squadra sprofonda a -5 dal quartultimo posto occupato dal Torino (con al tempo una gara in meno) e -8 dal Benevento. Si arriva quindi ad una vera e propria ultima spiaggia in casa alla 31ª giornata contro il Parma penultimo e chi perde è quasi sicuramente condannato alla retrocessione. Dopo un'ora di gioco i crociati sono avanti addirittura 3-1 ma i sardi prima accorciano le distanze con Răzvan Marin e poi la ribaltano al 91' con Gastón Pereiro e al 94', ancora nell'ultima azione come a Genova, con Alberto Cerri. Da lì in poi è una cavalcata verso la salvezza impronosticabile fino a qualche giornata prima grazie a quattro vittorie e tre pareggi: arrivano infatti una vittoria e un pareggio contro le quotate Roma (con la quale esce dalla zona retrocessione) e Napoli ma soprattutto la vittoria esterna per 3-1 a tre giornate dal termine contro il Benevento, decimo a fine girone d'andata e crollato fino alla terzultima posizione, ribaltando così anche la differenza reti nello scontro diretto. A due giornate dal termine ai rossoblù basta un punto ma la matematica certezza della permanenza in massima serie arriva nel tardo pomeriggio del 16 maggio 2021 proprio grazie alla mancata vittoria dei sanniti contro il già retrocesso Crotone, suggellata comunque da un ottimo pareggio a reti bianche in serata in trasferta a San Siro contro un Milan in piena lotta per la qualificazione alla Champions League.

## Divise e sponsor
La principale novità è nello sponsor tecnico: dopo quattro stagioni con Macron, pur avendo un contratto con l'azienda bolognese fino al 2023, la società rossoblù cambia fornitore e passa ad Adidas che per la prima volta veste il club rossoblù. Per la quinta stagione di fila, i principali sponsor di maglia sono ISOLA Artigianato di Sardegna, marchio istituzionale della Regione Sardegna, e Birra Ichnusa, mentre sulla manica è confermato per la seconda stagione Arborea, il brand della Cooperativa 3A, azienda produttrice di latte e suoi derivati. Per quanto riguarda il back sponsor sotto i numeri di maglia Tiscali subentra a Niedditas: l'azienda di telecomunicazioni sarda fondata e guidata da Renato Soru ritorna sulle maglie del Cagliari dopo essere stata main sponsor nel triennio 2006-2009 e nella stagione 2014-2015, oltre che essere stata sponsor delle divise da allenamento nella stagione passata.
La maglia casalinga realizzata dal brand tedesco è decisamente innovativa. Essa riprende i colori iconici del club: il rosso, il blu e il bianco mischiando in un design unico le principali versioni della maglia home nella storia: alle tradizionali bande verticali rossa e blu nel busto si sommano le maniche sono bianche con risvolti rossoblù (simili a quelle utilizzate nelle maglie bianche degli anni '70) e il retro completamente rosso, come alcune divise dei primi anni della storia del club, con nomi e numeri bianchi bordati blu. Completano la divisa il logo sul petto monocromo e le tre strisce sulle spalle, dettagli entrambi dorati, e la scritta "Cagliari Calcio" in corsivo sul retro dietro il collo. Solo un'altra volta nella storia centenaria della squadra, nella stagione 1984-1985 la maglia rossoblù ha avuto le maniche bianche.
La maglia da trasferta invece è la canonica bianca, arricchita nella parte frontale da una fantasia a linee diagonali rosse. Sui lati è presente una banda interna laterale blu con le tre strisce rosse, il collo è a V in coste blu e il giromanica è rosso bordato in blu e sul retro bianco i nomi e i numeri sono blu con bordo rosso.
La terza maglia, presentata successivamente, il 3 ottobre alla vigilia del match contro l'Atalanta nel quale la divisa è stata inaugurata, è interamente di colore giallo vivace con un effetto tintura sulla parte frontale ispirato dalla moda streetwear, e colletto e bordi a coste sempre di colore giallo ma di tonalità più scura, così come le strisce adidas. Solo il logo dello sponsor tecnico sul fronte è di colore nero. Pantaloncini e calzettoni sono entrambi gialli con dettagli del medesimo giallo scuro.
| Casa | Trasferta | Terza |

## Organigramma societario
Organigramma aggiornato al 6 marzo 2021.
Area direttiva
- Presidente onorario: Luigi Riva
- Presidente: Tommaso Giulini
- Vicepresidente: Fedele Usai
- Vicepresidente: Stefano Filucchi (fino al 30/11/2020[37])
- Amministratore Delegato: Carlo Catte
- Direttore Generale: Mario Passetti
- Direttore Commerciale: Stefano Melis
- Dirigente Servizio ASQ: Andrea Alessandro Muntoni
- Consiglieri di Amministrazione: Massimo Delogu (fino al 30/11/2020[37]), Pasquale Lavanga, Alessandro Manunta (dal 30/11/2020[37]), Mario Passetti (dal 30/11/2020[37])Nicola Riva, Stefano Signorelli
- Collegio sindacale: Luigi Zucca (Presidente), Giovanni Pinna Parpaglia, Piero Sanna Randaccio
- Organismo di Vigilanza: Mario Marchetti (Presidente), Diego Loy e Pier Gabriele Carta (Componenti)

Organizzazione esecutiva
- Segretario generale sportivo: Matteo Stagno
- Direttore Sportivo: Pierluigi Carta(fino al 22/02/2021), poi Stefano Capozucca[18]
- Team Manager: Alessandro Steri
- Responsabile Scouting: Riccardo Guffanti
- Responsabile Settore Giovanile: Pierluigi Carta
- Responsabile Cagliari Football Academy: Bernardo Mereu
- Responsabile Attività di base: Sergio Fadda
- Responsabile Marketing e Comunicazione: Federica Vargiu
- Responsabile Store, Licensing e Ticketing: Alessandro Cinellu

- Responsabile Infrastrutture e Sicurezza: Franco Marongiu
- Responsabile Eventi e iniziative e Supporter Liaison Officer: Elisabetta Scorcu
- Responsabile Contabilità e Personale: Danila Fenu
- Responsabile Amministrativo e Reporting: Mauro Congia
- Responsabile Infrastrutture: Franco Marongiu
- Delegato Sicurezza Stadio: Andrea Muggianu

Area tecnica
- Allenatore: Eusebio Di Francesco(fino al 22/02/2021)[16], poi Leonardo Semplici[17]
- Allenatore in seconda: Francesco Calzona (fino al 22/02/2021)[16], poi Andrea Consumi[17]
- Collaboratori tecnici: Stefano Romano e Giancarlo Marini(fino al 22/02/2021)[16], poi Rossano Casoni e Alessio Rubicini[17].
- Preparatore dei portieri: Paolo Orlandoni
- Preparatori atletici:  Mauro Baldus, Francesco Fois, Nicandro Vizoco(fino al 22/02/2021)[16], Yuri Fabbrizzi (dal 22/02/2021)[17]
- Match Analyst: Simone Beccaccioli, Davide Marfella
- Coordinatore Area Tecnica: Pierluigi Carta (dal 22/02/2021[18])
- Area Tecnica Prima Squadra: Roberto Colombo (fino al 6/03/2021)[39], Andrea Cossu
- Coordinatori Tecnici Settore Giovanile:
  - Daniele Conti (Primavera, U17)
  - Martino Melis (U16)
  - Oscar Erriu (U15, U14, U13)

Area sanitaria
- Responsabile sanitario: Marco Scorcu
- Medico prima squadra: Roberto Mura
- Fisioterapisti: Salvatore Congiu, Simone Ruggiu, Stefano Frau
- Psicologo: Gianmaria Palumbo(fino al 22/02/2021)[16]

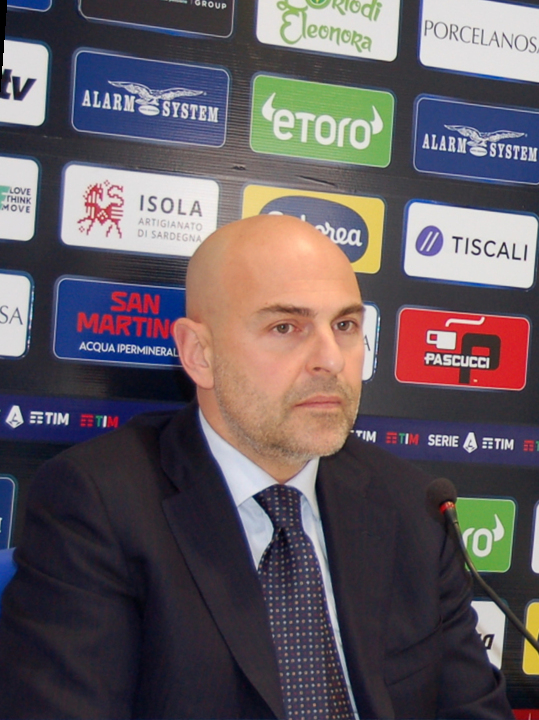
Il presidente del Cagliari Tommaso Giulini

## Rosa

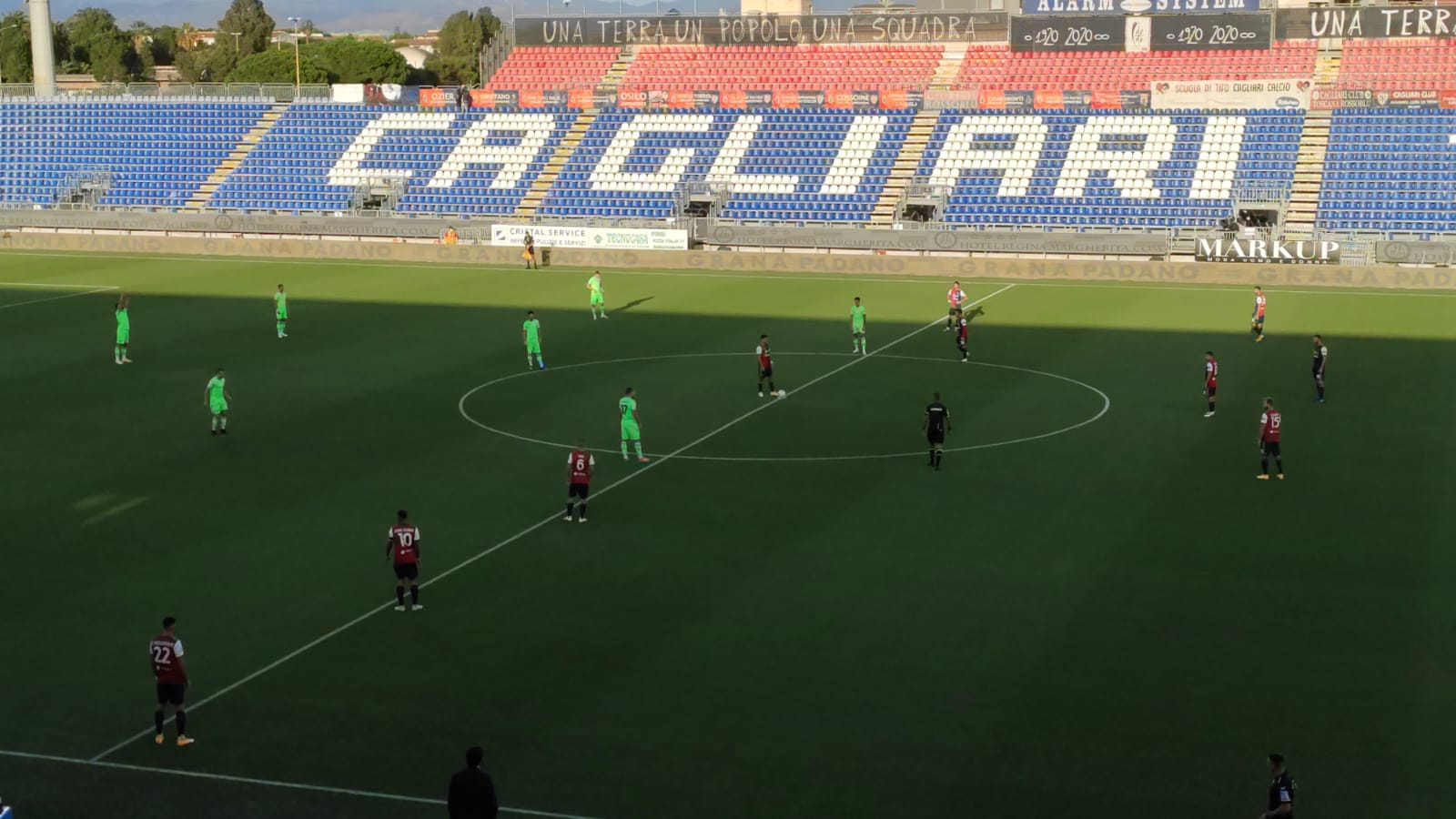
La squadra pronta per il calcio d'inizio contro la alla Sardegna Arena

Rosa e numerazione sono aggiornate al 3 febbraio 2021.
| N. |                      | Ruolo | Calciatore             |
| -- | -------------------- | ----- | ---------------------- |
| 1  | Italia (bandiera)    | P     | Simone Aresti          |
| 2  | Uruguay (bandiera)   | D     | Diego Godín            |
| 3  | Italia (bandiera)    | D     | Alessandro Tripaldelli |
| 4  | Belgio (bandiera)    | C     | Radja Nainggolan       |
| 6  | Croazia (bandiera)   | C     | Marko Rog              |
| 8  | Romania (bandiera)   | C     | Răzvan Marin           |
| 9  | Argentina (bandiera) | A     | Giovanni Simeone       |
| 10 | Brasile (bandiera)   | C     | João Pedro (capitano)  |
| 12 | Italia (bandiera)    | C     | Fabrizio Caligara      |
| 14 | Italia (bandiera)    | D     | Simone Pinna           |
| 14 | Italia (bandiera)    | C     | Alessandro Deiola      |
| 15 | Estonia (bandiera)   | D     | Ragnar Klavan          |
| 16 | Italia (bandiera)    | D     | Arturo Calabresi       |
| 17 | Francia (bandiera)   | C     | Mattéo Tramoni         |
| 18 | Uruguay (bandiera)   | C     | Nahitan Nández         |
| 19 | Italia (bandiera)    | D     | Fabio Pisacane         |
| 19 | Ghana (bandiera)     | C     | Kwadwo Asamoah         |
| 20 | Uruguay (bandiera)   | C     | Gastón Pereiro         |
| 21 | Uruguay (bandiera)   | C     | Christian Oliva        |

| N. |                     | Ruolo | Calciatore              |
| -- | ------------------- | ----- | ----------------------- |
| 22 | Grecia (bandiera)   | D     | Charalampos Lykogiannīs |
| 23 | Italia (bandiera)   | D     | Luca Ceppitelli         |
| 24 | Italia (bandiera)   | D     | Paolo Faragò            |
| 24 | Italia (bandiera)   | D     | Daniele Rugani          |
| 25 | Italia (bandiera)   | D     | Gabriele Zappa          |
| 26 | Angola (bandiera)   | A     | Zito Luvumbo            |
| 27 | Italia (bandiera)   | A     | Alberto Cerri           |
| 28 | Italia (bandiera)   | P     | Alessio Cragno          |
| 30 | Italia (bandiera)   | A     | Leonardo Pavoletti      |
| 31 | Italia (bandiera)   | P     | Guglielmo Vicario       |
| 32 | Ghana (bandiera)    | C     | Alfred Duncan           |
| 32 | Bulgaria (bandiera) | A     | Kiril Despodov          |
| 33 | Italia (bandiera)   | A     | Riccardo Sottil         |
| 35 | Italia (bandiera)   | C     | Riccardo Ladinetti      |
| 37 | Algeria (bandiera)  | A     | Adam Ounas              |
| 40 | Polonia (bandiera)  | D     | Sebastian Walukiewicz   |
| 44 | Italia (bandiera)   | D     | Andrea Carboni          |
| 93 | Croazia (bandiera)  | C     | Marko Pajač             |

Note:
1. 1 2 3 4  Acquistato nella sessione estiva di calciomercato.
2. 1 2 3 4 5 6  Acquistato nella sessione invernale di calciomercato.
3. 1 2 3 4 5 6 7  Ceduto nella sessione invernale di calciomercato.
4. 1 2  Ceduto nella sessione estiva di calciomercato.

## Calciomercato

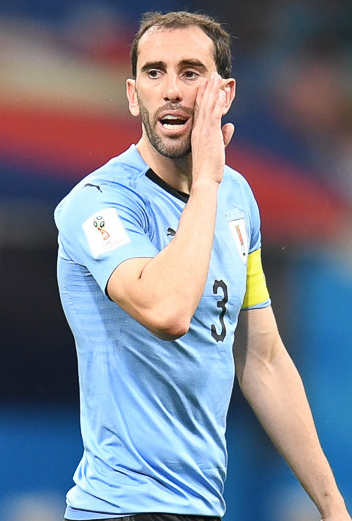
Diego Godín, capitano della Celeste, è l'acquisto di prestigio della campagna di calciomercato estiva del 2020, diventando il giocatore più pagato della storia del Cagliari.

L'acquisto pregiato della stagione è stato quello del capitano della nazionale uruguaiana Diego Godín, arrivato a costo zero dall'Inter e diventato il giocatore con l'ingaggio più alto della storia del club, oltre a essere il quarto celeste in rosa. L'altro acquisto di pregio è il centrocampista nazionale rumena Răzvan Marin, arrivato dall'Ajax per 10 milioni di euro e a cui è stato affidato il ruolo di regista titolare. In modo da favorire lo stile di gioco del neo allenatore Eusebio Di Francesco sono poi arrivati diversi esterni d'attacco giovani: Riccardo Sottil dalla Fiorentina, Mattéo Tramoni dall'Ajaccio, l'angolano (primo nella storia del club) Zito Luvumbo dal Primeiro de Agosto oltre a Adam Ounas dal Napoli con il contratto depositato proprio sul gong di fine sessione estiva. Rinforzi anche sulle fasce difensive con l'arrivo dei due terzini italiani Alessandro Tripaldelli dal Sassuolo e Gabriele Zappa dal Pescara.
Tuttavia la scarsa capacità nella cessione degli esuberi ha di fatto portato anche a "nuovi" innesti rispetto alla stagione precedente: ritornano in rosa infatti i terzini Simone Pinna e Marko Pajač rispettivamente da Empoli e Genoa, il mediano Filip Bradarić dal Celta Vigo e l'attaccante Alberto Cerri dalla SPAL, oltre al rientro dopo sei mesi del terzo portiere Simone Aresti dall'Olbia a cui si affianca l'arrivo di Guglielmo Vicario, neo secondo portiere, dopo il suo anno di prestito al Perugia.
Dal punto di vista delle cessioni infatti solo il moldavo Artur Ioniță viene venduto, il quale lascia i rossoblù dopo quattro stagioni e 132 presenze totali e si accasa al Benevento. Rispetto alla stagione precedente lascia anche dopo tre stagioni Luca Cigarini arrivato a scadenza di contratto, stessa sorte per l'ex secondo portiere brasiliano Rafael. Diversi giocatori in prestito fanno invece ritorno alle rispettive squadre: Federico Mattiello all'Atalanta, Luca Pellegrini alla Juventus, Alberto Paloschi alla SPAL e soprattutto Radja Nainggolan all'Inter, il quale per tutta la sessione è stato corteggiato e su cui si è instaurata una trattativa fino all'ultima giornata di mercato per il suo terzo rientro, nonché diventato principale obbiettivo di Giulini e Di Francesco, poi non andata a conclusione positiva per i rossoblù. Saluta definitivamente il rientrante dal prestito al Sassuolo Filippo Romagna, ceduto proprio ai neroverdi nell'affare Tripaldelli e viene invece mandato ancora in prestito il nazionale bulgaro Kiril Despodov nel suo paese natio al  Ludogorec, così come il colombiano Damir Ceter dopo l'anno al Chievo viene prestato sempre in Serie B al Pescara grazie all'affare che ha portato Zappa. Il tandem Diego Farias-Alessandro Deiola rientrante dal Lecce viene prestato con la stessa formula al neopromosso Spezia. Infine, vengono ceduti in prestito anche gli esordienti di fine stagione con Walter Zenga Luca Gagliano, Riccardo Ladinetti (a stagione iniziata convocato anche in questo campionato) e Federico Marigosu all'Olbia.
Seppur chiusa la finestra estiva in Italia, ma aperta in Arabia Saudita, il 25 ottobre il vice-campione del mondo croato a Russia 2018 Filip Bradarić, ormai in esubero, viene ceduto in prestito con diritto di riscatto all'Al-Ain Saudi, neopromossa nella Saudi Professional League.

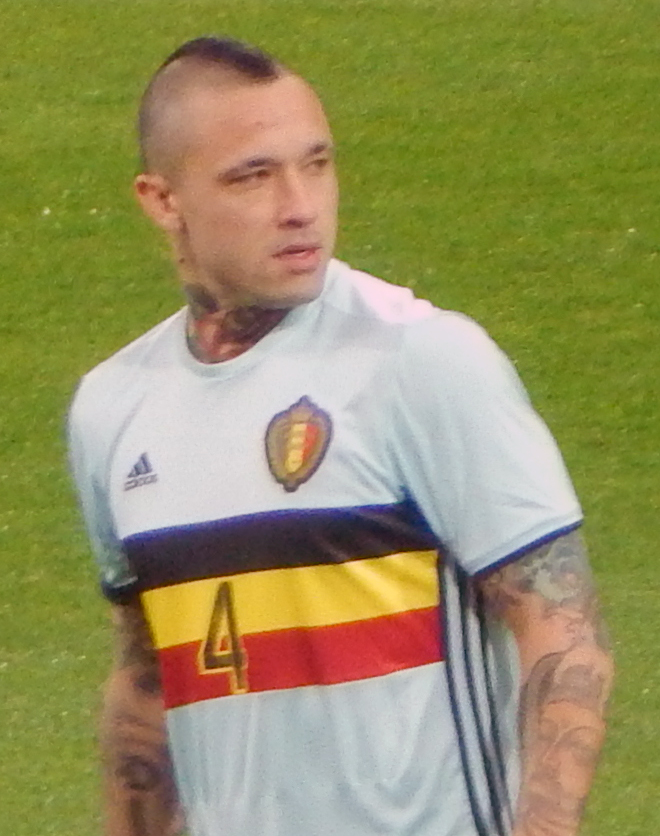
Radja Nainggolan dall' è il colpo della sessione invernale di calciomercato.

Il colpo della sessione invernale, siglato a fine dicembre, è il ritorno per la terza volta del centrocampista Radja Nainggolan. Già cercato insistentemente in estate ma l'affare non venne concretizzato, il belga indietro nelle gerarchie di Antonio Conte all'Inter firma per un prestito secco come nella stagione precedente. Ancora a centrocampo arrivano, sempre in prestito, dal Sassuolo il ghanese Alfred Duncan e il sardo Alessandro Deiola dallo Spezia, che per la terza volta in carriera interrompe il suo trasferimento temporaneo per ritornare alla basa. In difesa arriva Arturo Calabresi dal Bologna in uno scambio di prestiti alla pari con Paolo Faragò, il quale lascia i sardi dopo quattro anni. È l'ultimo giorno di mercato che comunque regala il secondo colpo quando, a poche ore dal gong viene ufficializzato l'acquisto del difensore della Juventus Daniele Rugani, nella prima parte della stagione in prestito ai francesi del Rennes. In uscita, sempre nell'ultima giornata di sessione, il mediano uruguaiano Christian Oliva, prestato fino a fine stagione al Valencia. Al capolinea anche l'avventura di Adam Ounas: acquistato all'ultimo secondo in estate, quasi come rimpiazzo mediatico post fumata nera per Nainggolan, l'algerino dopo sole 10 presenze totali quasi sempre non da titolare risolve anticipatamente il prestito ritornando al Napoli, che poi lo ripresterà al Crotone. Saluta invece dopo cinque stagioni e mezzo Fabio Pisacane, poco schierato da Di Francesco e accasatosi definitivamente in Serie B al Lecce, mentre sempre in serie cadetta vengono lasciati andare in prestito entrambi all'Ascoli la mezzala Fabrizio Caligara (per lui comunque 12 presenze totali nella prima parte di stagione) e il terzino destro Simone Pinna, mai sceso in campo, oltre al croato Marko Pajač (di fatto fuori rosa dopo la sessione estiva se si escludono poche apparizioni in panchina quando la rosa si è rivelata corta a causa delle positività al COVID-19) e ceduto definitivamente al Brescia.
Il 3 febbraio 2021, due giorni dopo la chiusura della sessione invernale, viene ufficializzato il tesseramento del centrocampista ghanese ex Juventus e Inter Kwadwo Asamoah, dall'ottobre precedente svincolato.

### Sessione estiva(dal 01/09 al 05/10)
| Acquisti         | Acquisti               | Acquisti           | Acquisti                                          |
| R.               | Nome                   | da                 | Modalità                                          |
| ---------------- | ---------------------- | ------------------ | ------------------------------------------------- |
| P                | Simone Aresti          | Olbia              | definitivo                                        |
| P                | Guglielmo Vicario      | Perugia            | fine prestito                                     |
| D                | Diego Godín            | Inter              | definitivo                                        |
| D                | Marko Pajač            | Genoa              | fine prestito                                     |
| D                | Simone Pinna           | Empoli             | fine prestito                                     |
| D                | Alessandro Tripaldelli | Sassuolo           | definitivo                                        |
| D                | Gabriele Zappa         | Pescara            | prestito con obbligo di riscatto                  |
| C                | Fabrizio Caligara      | Venezia            | fine prestito                                     |
| C                | Răzvan Marin           | Ajax               | prestito con obbligo di riscatto                  |
| C                | Mattéo Tramoni         | Ajaccio            | definitivo                                        |
| A                | Alberto Cerri          | SPAL               | fine prestito                                     |
| A                | Zito Luvumbo           | Primeiro de Agosto | definitivo                                        |
| A                | Adam Ounas             | Napoli             | prestito con diritto di riscatto                  |
| A                | Riccardo Sottil        | Fiorentina         | prestito con diritto di riscatto e controriscatto |
| Altre operazioni |                        |                    |                                                   |
| R.               | Nome                   | da                 | Modalità                                          |
| D                | Filippo Romagna        | Sassuolo           | fine prestito                                     |
| C                | Alessandro Deiola      | Lecce              | fine prestito                                     |
| C                | Filip Bradarić         | Celta Vigo         | fine prestito                                     |
| C                | Marko Rog              | Napoli             | riscatto cartellino                               |
| A                | Damir Ceter            | Chievo             | fine prestito                                     |
| A                | Kiril Despodov         | Sturm Graz         | fine prestito                                     |
| A                | Diego Farias           | Lecce              | fine prestito                                     |

| Cessioni         | Cessioni            | Cessioni  | Cessioni                         |
| R.               | Nome                | a         | Modalità                         |
| ---------------- | ------------------- | --------- | -------------------------------- |
| P                | Robin Olsen         | Roma      | fine prestito                    |
| P                | Rafael              |           | svincolato                       |
| D                | Fabrizio Cacciatore |           | svincolato                       |
| D                | Federico Mattiello  | Atalanta  | fine prestito                    |
| D                | Luca Pellegrini     | Juventus  | fine prestito                    |
| C                | Luca Cigarini       |           | svincolato                       |
| C                | Artur Ioniță        |           | definitivo                       |
| C                | Riccardo Ladinetti  | Olbia     | prestito                         |
| C                | Radja Nainggolan    | Inter     | fine prestito                    |
| A                | Alberto Paloschi    | SPAL      | fine prestito                    |
| A                | Daniele Ragatzu     |           | svincolato                       |
| Altre operazioni |                     |           |                                  |
| R.               | Nome                | a         | Modalità                         |
| D                | Filippo Romagna     | Sassuolo  | definitivo                       |
| C                | Nicolò Barella      | Inter     | riscatto cartellino (25 mln €)   |
| C                | Alessandro Deiola   | Spezia    | prestito con diritto di riscatto |
| A                | Damir Ceter         | Pescara   | prestito                         |
| A                | Kiril Despodov      | Ludogorec | prestito con diritto di riscatto |
| A                | Diego Farias        | Spezia    | prestito con diritto di riscatto |
| A                | Luca Gagliano       | Olbia     | prestito                         |
| A                | Federico Marigosu   | Olbia     | prestito                         |

### Sessione invernale(dal 04/01 al 01/02)
| Acquisti | Acquisti          | Acquisti   | Acquisti                         |
| R.       | Nome              | da         | Modalità                         |
| -------- | ----------------- | ---------- | -------------------------------- |
| D        | Arturo Calabresi  | Bologna    | prestito con diritto di riscatto |
| D        | Daniele Rugani    | Juventus   | prestito                         |
| C        | Alessandro Deiola | Spezia     | fine prestito                    |
| C        | Alfred Duncan     | Fiorentina | prestito con diritto di riscatto |
| C        | Radja Nainggolan  | Inter      | prestito                         |

| Cessioni | Cessioni          | Cessioni | Cessioni                         |
| R.       | Nome              | a        | Modalità                         |
| -------- | ----------------- | -------- | -------------------------------- |
| D        | Paolo Faragò      | Bologna  | prestito con diritto di riscatto |
| D        | Marko Pajač       | Brescia  | definitivo                       |
| D        | Simone Pinna      | Ascoli   | prestito                         |
| D        | Fabio Pisacane    | Lecce    | definitivo                       |
| C        | Fabrizio Caligara | Ascoli   | prestito                         |
| C        | Christian Oliva   | Valencia | prestito                         |
| A        | Adam Ounas        | Napoli   | fine prestito                    |

### Operazioni esterne alle sessioni
| Acquisti | Acquisti       | Acquisti | Acquisti        | Acquisti   |
| R.       | Nome           | da       | Data            | Modalità   |
| -------- | -------------- | -------- | --------------- | ---------- |
| C        | Kwadwo Asamoah |          | 3 febbraio 2021 | svincolato |

| Cessioni | Cessioni       | Cessioni     | Cessioni        | Cessioni                         |
| R.       | Nome           | a            | Data            | Modalità                         |
| -------- | -------------- | ------------ | --------------- | -------------------------------- |
| C        | Filip Bradarić | Al-Ain Saudi | 24 ottobre 2020 | prestito con diritto di riscatto |

## Risultati

### Serie A

#### Girone d'andata
| Arbitro: | Marinelli (Tivoli) |

|              |           |             |
| Bourabia 87’ | Marcatori | 77’ Simeone |

| Arbitro: | Massa (Imperia) |

|  |           |                         |
|  | Marcatori | 4’ Lazzari 74’ Immobile |

| Arbitro: | Pasqua (Tivoli) |

|                                                           |           |                          |
| Muriel 7’ Gómez 29’ Pašalić 37’ D. Zapata 42’ Lammers 81’ | Marcatori | 24’ Godín 52’ João Pedro |

| Arbitro: | La Penna (Roma) |

|                        |           |                                 |
| Belotti 4’ (rig.), 49’ | Marcatori | 12’ João Pedro 19’, 73’ Simeone |

| Arbitro: | Di Martino (Teramo) |

|                                                       |           |                        |
| Lykogiannīs 25’ Simeone 35’ Sottil 45’ João Pedro 84’ | Marcatori | 21’ Messias 43’ Molina |

| Arbitro: | Fabbri (Ravenna) |

|                             |           |                            |
| Barrow 45’, 56’ Soriano 52’ | Marcatori | 15’ João Pedro 47’ Simeone |

| Arbitro: | Ayroldi (Molfetta) |

|                                  |           |  |
| João Pedro 48’ (rig.) Nández 69’ | Marcatori |  |

| Arbitro: | Maresca (Napoli) |

|                  |           |  |
| Ronaldo 38’, 42’ | Marcatori |  |

| Arbitro: | Marini (Roma) |

|                              |           |                              |
| João Pedro 52’ Pavoletti 58’ | Marcatori | 36’ Gyasi 90+4’ (rig.) Nzola |

| Arbitro: | Manganiello (Pinerolo) |

|              |           |           |
| Zaccagni 21’ | Marcatori | 48’ Marin |

| Arbitro: | Pasqua (Tivoli) |

|            |           |                                         |
| Sottil 42’ | Marcatori | 77’ Barella 84’ D'Ambrosio 90+4’ Lukaku |

| Parma 16 dicembre 2020, ore 20:45 CET 12ª giornata | Parma           | 0 – 0 referto | Cagliari | Stadio Ennio Tardini (0 spett.)\| Arbitro: \| Pezzuto (Lecce) \| |
| Arbitro:                                           | Pezzuto (Lecce) |               |          |                                                                  |

| Arbitro: | Piccinini (Forlì) |

|                 |           |             |
| Lykogiannīs 27’ | Marcatori | 57’ Lasagna |

| Arbitro: | Pairetto (Nichelino) |

|                                    |           |                              |
| Veretout 11’ Džeko 71’ Mancini 77’ | Marcatori | 59’, 90+1’ (rig.) João Pedro |

| Arbitro: | Manganiello (Pinerolo) |

|                |           |                                                     |
| João Pedro 60’ | Marcatori | 25’, 62’ Zieliński 74’ Lozano 86’ (rig.) L. Insigne |

| Arbitro: | Abbattista (Molfetta) |

|                |           |                  |
| João Pedro 20’ | Marcatori | 41’ Sau 44’ Tuia |

| Arbitro: | Giacomelli (Trieste) |

|              |           |  |
| Vlahović 72’ | Marcatori |  |

| Arbitro: | Abisso (Palermo) |

|  |           |                            |
|  | Marcatori | 7’ (rig.), 52’ Ibrahimović |

| Arbitro: | Di Bello (Brindisi) |

|            |           |  |
| Destro 10’ | Marcatori |  |

#### Girone di ritorno
| Arbitro: | Mariani (Aprilia) |

|                |           |            |
| João Pedro 75’ | Marcatori | 90+4’ Boga |

| Arbitro: | Irrati (Pistoia) |

|              |           |  |
| Immobile 61’ | Marcatori |  |

| Arbitro: | Piccinini (Forlì) |

|  |           |            |
|  | Marcatori | 90’ Muriel |

| Arbitro: | Orsato (Schio) |

|  |           |            |
|  | Marcatori | 76’ Bremer |

| Arbitro: | Fabbri (Ravenna) |

|  |           |                                     |
|  | Marcatori | 56’ Pavoletti 60’ (rig.) João Pedro |

| Arbitro: | Di Bello (Brindisi) |

|            |           |  |
| Rugani 19’ | Marcatori |  |

| Arbitro: | Giacomelli (Trieste) |

|                                |           |                                       |
| Bereszyński 78’ Gabbiadini 80’ | Marcatori | 11’ João Pedro 90+6’ Radja Nainggolan |

| Arbitro: | Calvarese (Teramo) |

|             |           |                              |
| Simeone 61’ | Marcatori | 10’, 25’ (rig.), 32’ Ronaldo |

| Arbitro: | Mariani (Aprilia) |

|                          |           |             |
| Piccoli 49’ Maggiore 80’ | Marcatori | 83’ Pereiro |

| Arbitro: | Doveri (Roma) |

|  |           |                         |
|  | Marcatori | 54’ Barák 90+8’ Lasagna |

| Arbitro: | Pairetto (Nichelino) |

|             |           |  |
| Darmian 77’ | Marcatori |  |

| Arbitro: | Valeri (Roma) |

|                                                   |           |                                    |
| Pavoletti 39’ Marin 66’ Pereiro 90+1’ Cerri 90+4’ | Marcatori | 5’ Giu. Pezzella 31’ Kucka 61’ Man |

| Arbitro: | Guida (Torre Annunziata) |

|  |           |                       |
|  | Marcatori | 55’ (rig.) João Pedro |

| Arbitro: | Irrati (Pistoia) |

|                                         |           |                     |
| Lykogiannīs 4’ Marin 57’ João Pedro 64’ | Marcatori | 27’ Pérez 69’ Fazio |

| Arbitro: | Fabbri (Ravenna) |

|             |           |              |
| Osimhen 13’ | Marcatori | 90+4’ Nández |

| Arbitro: | Doveri (Roma) |

|              |           |                                               |
| Lapadula 16’ | Marcatori | 1’ Lykogiannīs 64’ Pavoletti 90+3’ João Pedro |

| Cagliari 12 maggio 2021, ore 18:30 CEST 36ª giornata | Cagliari          | 0 – 0 referto | Fiorentina | Sardegna Arena (0 spett.)\| Arbitro: \| Mariani (Aprilia) \| |
| Arbitro:                                             | Mariani (Aprilia) |               |            |                                                              |

| Milano 16 maggio 2021, ore 20:45 CEST 37ª giornata | Milan           | 0 – 0 referto | Cagliari | Stadio Giuseppe Meazza (0 spett.)\| Arbitro: \| Massa (Imperia) \| |
| Arbitro:                                           | Massa (Imperia) |               |          |                                                                    |

| Arbitro: | Meraviglia (Pistoia) |

|  |           |                |
|  | Marcatori | 15’ Shomurodov |

### Coppa Italia

#### Turni eliminatori
| Arbitro: | Giua (Olbia) |

|            |           |  |
| Faragò 69’ | Marcatori |  |

| Arbitro: | Prontera (Bologna) |

|                        |           |            |
| Cerri 30’ Sottil 90+3’ | Marcatori | 74’ Colley |

#### Fase finale
| Arbitro: | Dionisi (L'Aquila) |

|                                    |           |            |
| Mirančuk 43’ Muriel 61’ Šutalo 64’ | Marcatori | 55’ Sottil |

## Statistiche
Statistiche aggiornate al 22 maggio 2021

### Statistiche di squadra
| Competizione | Punti | In casa | In casa | In casa | In casa | In casa | In casa | In trasferta | In trasferta | In trasferta | In trasferta | In trasferta | In trasferta | Totale | Totale | Totale | Totale | Totale | Totale | DR  |
| Competizione | Punti | G       | V       | N       | P       | Gf      | Gs      | G            | V            | N            | P            | Gf           | Gs           | G      | V      | N      | P      | Gf     | Gs     | DR  |
| ------------ | ----- | ------- | ------- | ------- | ------- | ------- | ------- | ------------ | ------------ | ------------ | ------------ | ------------ | ------------ | ------ | ------ | ------ | ------ | ------ | ------ | --- |
| Serie A      | 37    | 19      | 5       | 4       | 10      | 22      | 32      | 19           | 4            | 6            | 9            | 21           | 27           | 38     | 9      | 10     | 19     | 43     | 59     | -16 |
| Coppa Italia | -     | 2       | 2       | 0       | 0       | 3       | 1       | 1            | 0            | 0            | 1            | 1            | 3            | 3      | 2      | 0      | 1      | 4      | 4      | 0   |
| Totale       | -     | 21      | 7       | 4       | 10      | 25      | 33      | 20           | 4            | 6            | 10           | 22           | 30           | 41     | 11     | 10     | 20     | 47     | 63     | -16 |

### Andamento in campionato
| Giornata  | 1 | 2  | 3  | 4  | 5  | 6  | 7  | 8  | 9  | 10 | 11 | 12 | 13 | 14 | 15 | 16 | 17 | 18 | 19 | 20 | 21 | 22 | 23 | 24 | 25 | 26 | 27 | 28 | 29 | 30 | 31 | 32 | 33 | 34 | 35 | 36 | 37 | 38 |
| --------- | - | -- | -- | -- | -- | -- | -- | -- | -- | -- | -- | -- | -- | -- | -- | -- | -- | -- | -- | -- | -- | -- | -- | -- | -- | -- | -- | -- | -- | -- | -- | -- | -- | -- | -- | -- | -- | -- |
| Luogo     | T | C  | T  | T  | C  | T  | C  | T  | C  | T  | C  | T  | C  | T  | C  | C  | T  | C  | T  | C  | T  | C  | C  | T  | C  | T  | C  | T  | C  | T  | C  | T  | C  | T  | T  | C  | T  | C  |
| Risultato | N | P  | P  | V  | V  | P  | V  | P  | N  | N  | P  | N  | N  | P  | P  | P  | P  | P  | P  | N  | P  | P  | P  | V  | V  | N  | P  | P  | P  | P  | V  | V  | V  | N  | V  | N  | N  | P  |
| Posizione | 7 | 13 | 17 | 11 | 10 | 11 | 10 | 10 | 11 | 10 | 11 | 12 | 13 | 14 | 15 | 15 | 16 | 17 | 17 | 17 | 18 | 18 | 18 | 18 | 17 | 17 | 17 | 18 | 18 | 18 | 18 | 18 | 16 | 17 | 16 | 15 | 16 | 16 |

Fonte:  Serie A – Classifica, su legaseriea.it.
Legenda:

Luogo: C = Casa; T = Trasferta. Risultato: V = Vittoria; N = Pareggio; P = Sconfitta.

### Statistiche dei giocatori
| Giocatore      | Serie A  | Serie A | Serie A     | Serie A    | Coppa Italia | Coppa Italia | Coppa Italia | Coppa Italia | Totale   | Totale | Totale      | Totale     |
| Giocatore      | Presenze | Reti    | Ammonizioni | Espulsioni | Presenze     | Reti         | Ammonizioni  | Espulsioni   | Presenze | Reti   | Ammonizioni | Espulsioni |
| -------------- | -------- | ------- | ----------- | ---------- | ------------ | ------------ | ------------ | ------------ | -------- | ------ | ----------- | ---------- |
| S. Aresti      | 0        | 0       | 0           | 0          | 0            | 0            | 0            | 0            | 0        | 0      | 0           | 0          |
| K. Asamoah     | 9        | 0       | 0           | 0          | 0            | 0            | 0            | 0            | 9        | 0      | 0           | 0          |
| A. Calabresi   | 2        | 0       | 0           | 0          | 0            | 0            | 0            | 0            | 2        | 0      | 0           | 0          |
| F. Caligara    | 10       | 0       | 1           | 0          | 2            | 0            | 1            | 0            | 12       | 0      | 2           | 0          |
| A. Carboni     | 15       | 0       | 2           | 0          | 2            | 0            | 0            | 0            | 17       | 0      | 2           | 0          |
| L. Ceppitelli  | 19       | 0       | 4           | 0          | 1            | 0            | 0            | 0            | 20       | 0      | 4           | 0          |
| A. Cerri       | 24       | 1       | 1           | 0          | 2            | 1            | 0            | 0            | 26       | 2      | 1           | 0          |
| A. Cragno      | 34       | -53     | 1           | 0          | 0            | 0            | 0            | 0            | 34       | -53    | 1           | 0          |
| A. Deiola      | 12       | 0       | 2           | 0          | 0            | 0            | 0            | 0            | 12       | 0      | 2           | 0          |
| K. Despodov    | 1        | 0       | 0           | 0          | 0            | 0            | 0            | 0            | 1        | 0      | 0           | 0          |
| A. Duncan      | 19       | 0       | 2           | 0          | 0            | 0            | 0            | 0            | 19       | 0      | 2           | 0          |
| P. Faragò      | 8        | 0       | 2           | 0          | 1            | 1            | 0            | 0            | 9        | 1      | 2           | 0          |
| D. Godín       | 28       | 1       | 3           | 0          | 0            | 0            | 0            | 0            | 28       | 1      | 3           | 0          |
| João Pedro     | 37       | 16      | 4           | 0          | 3            | 0            | 1            | 0            | 40       | 16     | 5           | 0          |
| R. Klavan      | 15       | 0       | 1           | 0          | 1            | 0            | 0            | 0            | 16       | 0      | 1           | 0          |
| R. Ladinetti   | 0        | 0       | 0           | 0          | 0            | 0            | 0            | 0            | 0        | 0      | 0           | 0          |
| C. Lykogiannīs | 31       | 4       | 10          | 2          | 2            | 0            | 0            | 0            | 33       | 4      | 10          | 2          |
| Z. Luvumbo     | 0        | 0       | 0           | 0          | 0            | 0            | 0            | 0            | 0        | 0      | 0           | 0          |
| R. Marin       | 37       | 3       | 6           | 0          | 2            | 0            | 0            | 0            | 39       | 3      | 6           | 0          |
| R. Nainggolan  | 22       | 1       | 5           | 0          | 0            | 0            | 0            | 0            | 22       | 1      | 5           | 0          |
| N. Nández      | 32       | 2       | 8           | 1          | 2            | 0            | 0            | 0            | 34       | 2      | 8           | 1          |
| C. Oliva       | 10       | 0       | 2           | 0          | 2            | 0            | 0            | 0            | 12       | 0      | 2           | 0          |
| A. Ounas       | 7        | 0       | 0           | 0          | 3            | 0            | 1            | 0            | 10       | 0      | 1           | 0          |
| M. Pajač       | 0        | 0       | 0           | 0          | 0            | 0            | 0            | 0            | 0        | 0      | 0           | 0          |
| L. Pavoletti   | 33       | 4       | 8           | 0          | 3            | 0            | 0            | 0            | 36       | 4      | 8           | 0          |
| G. Pereiro     | 15       | 2       | 0           | 0          | 1            | 0            | 0            | 0            | 16       | 2      | 0           | 0          |
| S. Pinna       | 0        | 0       | 0           | 0          | 0            | 0            | 0            | 0            | 0        | 0      | 0           | 0          |
| F. Pisacane    | 5        | 0       | 1           | 0          | 2            | 0            | 0            | 0            | 7        | 0      | 1           | 0          |
| M. Rog         | 14       | 0       | 2           | 0          | 2            | 0            | 0            | 0            | 16       | 0      | 2           | 0          |
| D. Rugani      | 16       | 1       | 2           | 0          | 0            | 0            | 0            | 0            | 16       | 1      | 2           | 0          |
| G. Simeone     | 33       | 6       | 1           | 0          | 0            | 0            | 0            | 0            | 33       | 6      | 1           | 0          |
| R. Sottil      | 21       | 2       | 3           | 0          | 3            | 2            | 0            | 0            | 24       | 4      | 3           | 0          |
| M. Tramoni     | 6        | 0       | 1           | 0          | 3            | 0            | 0            | 0            | 9        | 0      | 1           | 0          |
| A. Tripaldelli | 10       | 0       | 1           | 0          | 3            | 0            | 0            | 0            | 13       | 0      | 1           | 0          |
| G. Vicario     | 4        | -6      | 0           | 0          | 3            | -4           | 0            | 0            | 7        | -10    | 0           | 0          |
| S. Walukiewicz | 19       | 0       | 1           | 0          | 2            | 0            | 0            | 0            | 21       | 0      | 1           | 0          |
| G. Zappa       | 34       | 0       | 3           | 0          | 2            | 0            | 0            | 0            | 36       | 0      | 3           | 0          |

### Fonti
1. 1 2   Statistiche dei calciatori - Cagliari Calcio, su legaseriea.it.
2. ↑  Ad eccezione delle partite alla 2ª giornata contro la Lazio e alla 5ª contro il Crotone, disputatesi davanti a un numero non ufficiale di 1000 spettatori circa, tutti gli incontri sono stati giocati a porte chiuse a causa delle restrizioni dovute alla pandemia di COVID-19
3. ↑   Il Cagliari saluta mister Zenga, su cagliaricalcio.com, 2 agosto 2020. URL consultato il 4 settembre 2020 (archiviato dall'url originale il 21 agosto 2020).
4. ↑   Di Francesco è il nuovo allenatore del Cagliari, su cagliaricalcio.com, 3 agosto 2020. URL consultato il 4 settembre 2020 (archiviato dall'url originale il 4 agosto 2020).
5. ↑   Marcello Carli sollevato dall’incarico, su cagliaricalcio.com, 3 agosto 2020. URL consultato il 4 settembre 2020.
6. ↑   Pierluigi Carta è il nuovo Direttore sportivo, su cagliaricalcio.com, 3 agosto 2020. URL consultato il 4 settembre 2020.
7. ↑   L'Area scouting del Club, su cagliaricalcio.com, 10 agosto 2020. URL consultato il 4 settembre 2020.
8. ↑   Al via la stagione 2020-21 del Cagliari, su cagliaricalcio.com, 17 agosto 2020. URL consultato il 4 settembre 2020.
9. ↑   Comunicato della Società, su cagliaricalcio.com, 19 agosto 2020. URL consultato il 4 settembre 2020 (archiviato dall'url originale il 24 agosto 2020).
10. ↑   Comunicato della Società, su cagliaricalcio.com, 17 agosto 2020. URL consultato il 4 settembre 2020 (archiviato dall'url originale il 18 agosto 2020).
11. ↑   Rossoblù in ritiro ad Aritzo. Di Francesco: "Felici di essere qua", su unionesarda.it, 2 settembre 2020. URL consultato il 4 settembre 2020.
12. ↑   Cagliari, un rossoblù sbiadito nell’anno del centenario, su lanuovasardegna.it, 29 dicembre 2020. URL consultato il 3 gennaio 2021.
13. ↑   Marko Rog, il report medico, su cagliaricalcio.com, 30 dicembre 2020. URL consultato il 3 gennaio 2021.
14. 1 2 3   Il Ninja è tornato, su cagliaricalcio.com, 31 dicembre 2020. URL consultato il 3 gennaio 2021 (archiviato dall'url originale il 31 dicembre 2020).
15. ↑   Di Francesco rinnova con il Cagliari, su cagliaricalcio.com, 24 gennaio 2021. URL consultato il 22 febbraio 2021 (archiviato dall'url originale il 24 gennaio 2021).
16. 1 2 3 4 5 6   Comunicato della Società, su cagliaricalcio.com, 22 febbraio 2021. URL consultato il 22 febbraio 2021 (archiviato dall'url originale il 22 febbraio 2021).
17. 1 2 3 4 5   Semplici nuovo allenatore del Cagliari, su cagliaricalcio.com, 22 febbraio 2021. URL consultato il 22 febbraio 2021 (archiviato dall'url originale il 22 febbraio 2021).
18. 1 2 3   Capozucca nuovo Direttore Sportivo, su cagliaricalcio.com, 22 febbraio 2021. URL consultato il 22 febbraio 2021 (archiviato dall'url originale il 22 febbraio 2021).
19. ↑   Semplici: “Buona partenza”, su cagliaricalcio.com, 28 febbraio 2021. URL consultato il 17 maggio 2021.
20. ↑   Il Cagliari vince ancora, su cagliaricalcio.com, 3 marzo 2021. URL consultato il 17 maggio 2021.
21. ↑   All'ultimo respiro, su cagliaricalcio.com, 7 marzo 2021. URL consultato il 17 maggio 2021.
22. ↑   Missione San Siro, su cagliaricalcio.com, 11 aprile 2021. URL consultato il 17 maggio 2021.
23. ↑   Servono i 3 punti, su cagliaricalcio.com, 17 aprile 2021. URL consultato il 17 maggio 2021.
24. ↑   Vittoria di cuore, su cagliaricalcio.com, 17 aprile 2021. URL consultato il 17 maggio 2021 (archiviato dall'url originale il 17 maggio 2021).
25. ↑   Milan-Cagliari, numeri e curiosità, su cagliaricalcio.com, 15 maggio 2021. URL consultato il 17 maggio 2021.
26. ↑   Grande vittoria, su cagliaricalcio.com, 25 aprile 2021. URL consultato il 17 maggio 2021.
27. ↑   Pareggio di cuore, su cagliaricalcio.com, 2 maggio 2021. URL consultato il 17 maggio 2021.
28. ↑   Match report, su cagliaricalcio.com, 9 maggio 2021. URL consultato il 17 maggio 2021.
29. ↑   Match report, su cagliaricalcio.com, 16 maggio 2021. URL consultato il 17 maggio 2021.
30. ↑   CAGLIARI E MACRON ANCORA INSIEME FINO AL 2023. SVELATA ANCHE LA MAGLIA “HOME” 2018-2019 [collegamento interrotto], su macron.com, 23 maggio 2018. URL consultato l'8 luglio 2019.
31. ↑   adidas partner tecnico del Cagliari Calcio, su cagliaricalcio.com, 18 agosto 2020. URL consultato il 4 settembre 2020.
32. ↑   Cagliari Calcio e Birra Ichnusa: due anime sarde, su cagliaricalcio.com, 22 luglio 2016. URL consultato il 31 maggio 2018.
33. ↑   Cagliari Calcio e Latte Arborea ancora assieme, su cagliaricalcio.com, 25 agosto 2020. URL consultato il 3 settembre 2020.
34. ↑   Tiscali nuovo back jersey sponsor, su cagliaricalcio.com, 12 settembre 2020. URL consultato il 14 settembre 2020.
35. ↑   cagliaricalcio.com, 3 ottobre 2020,  https://www.cagliaricalcio.com/news/ultimissime/20022/la-nostra-terza-maglia-si-completa-il-kit-targato-adidas. URL consultato il 3 ottobre 2020.
36. 1 2   Organigramma Cagliari Calcio, su cagliaricalcio.com. URL consultato il 18 dicembre 2019 (archiviato dall'url originale il 19 ottobre 2017).
37. 1 2 3 4   Approvato il bilancio d’esercizio al 30 giugno 2020, su cagliaricalcio.com, 30 novembre 2020. URL consultato il 3 dicembre 2020.
38. 1 2   Lo staff tecnico 2020-21, su cagliaricalcio.com. URL consultato il 3 settembre 2020 (archiviato dall'url originale il 26 settembre 2020).
39. ↑   Il Cagliari saluta Roberto Colombo, su cagliaricalcio.com, 6 marzo 2021. URL consultato il 6 marzo 2021.
40. ↑  Valter Birsa, sotto contratto con la società fino al 26 novembre 2020, de facto è sempre stato fuori rosa non figurando nella lista ufficiale della Lega Serie A né nella lista dei numeri di maglia assegnati a inizio stagione dal club. Alessandro Deiola e Diego Farias, nella medesima situazione, sono stati ceduti dopo la 1ª giornata di campionato nella sessione estiva di calcio mercato. Analogamente, Filip Bradarić, seppur gli sia stato assegnato un numero (16), non viene inserito nel gruppo squadra e viene ceduto il 24 ottobre.

cfr.  Cagliari Calcio - Squadra, su legaseriea.it. URL consultato il 21 settembre 2020.
41. ↑   I numeri di maglia, su cagliaricalcio.com, 18 settembre 2020. URL consultato il 18 settembre 2020.
42. 1 2   Diego Godín firma per il Cagliari, su cagliaricalcio.com, 24 settembre 2020. URL consultato il 24 settembre 2020 (archiviato dall'url originale il 24 settembre 2020).
43. 1 2   Răzvan Marin è del Cagliari, su cagliaricalcio.com, 31 agosto 2020. URL consultato il 18 settembre 2020 (archiviato dall'url originale il 31 agosto 2020).
44. 1 2   Sottil è del Cagliari, su cagliaricalcio.com, 10 settembre 2020. URL consultato il 18 settembre 2020 (archiviato dall'url originale l'11 settembre 2020).
45. 1 2   Mattéo e Lisandru Tramoni al Cagliari, su cagliaricalcio.com, 23 settembre 2020. URL consultato il 23 settembre 2020 (archiviato dall'url originale il 1º ottobre 2020).
46. 1 2   Luvumbo è del Cagliari, su cagliaricalcio.com, 23 settembre 2020. URL consultato il 23 settembre 2020 (archiviato dall'url originale il 23 ottobre 2020).
47. 1 2   Ounas al Cagliari, su cagliaricalcio.com, 5 ottobre 2020. URL consultato il 5 ottobre 2020 (archiviato dall'url originale il 24 febbraio 2022).
48. 1 2   Tripaldelli al Cagliari, su cagliaricalcio.com, 17 settembre 2020. URL consultato il 18 settembre 2020 (archiviato dall'url originale il 17 settembre 2020).
49. 1 2   Zappa al Cagliari [collegamento interrotto], su cagliaricalcio.com, 8 settembre 2020. URL consultato il 18 settembre 2020.
50. 1 2   Ionita al Benevento, su cagliaricalcio.com, 20 agosto 2020. URL consultato il 18 settembre 2020 (archiviato dall'url originale il 26 settembre 2020).
51. ↑   Calcio: Giulini, "Nainggolan? difficile ma ci speriamo", su ansa.it, 2 ottobre 2020. URL consultato il 7 ottobre 2020.
52. ↑   Cagliari, Di Francesco: "Godin? Vicino. E poi aspetto Nainggolan", su corrieredellosport.it, 20 settembre 2020. URL consultato il 7 ottobre 2020.
53. 1 2   Romagna al Sassuolo, su cagliaricalcio.com, 17 settembre 2020. URL consultato il 18 settembre 2020 (archiviato dall'url originale il 17 settembre 2020).
54. 1 2   Despodov al Ludogorets, su cagliaricalcio.com, 5 ottobre 2020. URL consultato il 6 ottobre 2020 (archiviato dall'url originale il 22 giugno 2023).
55. 1 2   Ceter al Pescara, su cagliaricalcio.com, 8 settembre 2020. URL consultato il 18 settembre 2020 (archiviato dall'url originale il 25 settembre 2020).
56. 1 2 3   Deiola e Farias allo Spezia, su cagliaricalcio.com, 23 settembre 2020. URL consultato il 23 settembre 2020 (archiviato dall'url originale il 23 settembre 2020).
57. 1 2   Gagliano rinnova con il Cagliari, su cagliaricalcio.com, 9 settembre 2020. URL consultato il 18 settembre 2020.
58. 1 2   Ladinetti all'Olbia, su cagliaricalcio.com, 5 ottobre 2020. URL consultato il 5 ottobre 2020.
59. 1 2   Marigosu all'olbia, su cagliaricalcio.com, 11 settembre 2020. URL consultato il 7 ottobre 2020.
60. 1 2   Bradaric all’Al-Ain Saudi FC, su cagliaricalcio.com, 24 ottobre 2020. URL consultato il 25 ottobre 2020 (archiviato dall'url originale il 25 ottobre 2020).
61. 1 2   Duncan al Cagliari, su cagliaricalcio.com, 17 gennaio 2021. URL consultato il 2 febbraio 2021 (archiviato dall'url originale il 23 gennaio 2021).
62. 1 2   Deiola rientra al Cagliari, su cagliaricalcio.com, 29 gennaio 2021. URL consultato il 2 febbraio 2021 (archiviato dall'url originale il 27 agosto 2023).
63. 1 2   Calabresi è del Cagliari, su cagliaricalcio.com, 22 gennaio 2021. URL consultato il 22 gennaio 2021 (archiviato dall'url originale il 15 ottobre 2022).
64. 1 2   Faragò al Bologna, su cagliaricalcio.com, 29 gennaio 2021. URL consultato il 29 gennaio 2021 (archiviato dall'url originale il 29 gennaio 2021).
65. 1 2   Rugani al Cagliari, su cagliaricalcio.com, 2 febbraio 2021. URL consultato il 2 febbraio 2021 (archiviato dall'url originale il 1º febbraio 2021).
66. 1 2   Oliva al Valencia, su cagliaricalcio.com, 1º febbraio 2021. URL consultato il 1º febbraio 2021 (archiviato dall'url originale il 1º febbraio 2021).
67. 1 2   Ounas lascia il Cagliari, su cagliaricalcio.com, 1º febbraio 2021. URL consultato il 1º febbraio 2021 (archiviato dall'url originale il 1º febbraio 2021).
68. 1 2   Pisacane al Lecce, su cagliaricalcio.com, 19 gennaio 2021. URL consultato il 19 gennaio 2021 (archiviato dall'url originale il 19 gennaio 2021).
69. 1 2   Caligara all’Ascoli, su cagliaricalcio.com, 1º febbraio 2021. URL consultato il 1º febbraio 2021 (archiviato dall'url originale il 1º febbraio 2021).
70. 1 2   Pinna all’Ascoli, su cagliaricalcio.com, 11 gennaio 2021. URL consultato l'11 gennaio 2021.
71. 1 2   Pajač al Brescia, su cagliaricalcio.com, 1º febbraio 2021. URL consultato il 1º febbraio 2021 (archiviato dall'url originale il 1º febbraio 2021).
72. 1 2   Benvenuto Asamoah!, su cagliaricalcio.com, 3 febbraio 2021. URL consultato il 3 febbraio 2021 (archiviato dall'url originale il 3 febbraio 2021).
73. ↑  (FR) Mattéo et Lisandru Tramoni en Italie, su ac-ajaccio.corsica, 23 settembre 2020. URL consultato il 23 settembre 2020.
74. 1 2  Non più in rosa già dal 1º luglio 2020, a campionato precedente ancora in corso, poiché non confermati nel prolungamento della stagione sportiva causa COVID-19
75. ↑   Sassuolo Cagliari 1-1, i neroverdi agguantano il pari su punizione, in Il Resto del Carlino, 20 settembre 2020. URL consultato il 24 settembre 2020.
76. ↑  Numero orientativo essendo l'ingresso basato su invito.  Serie A: Atalanta-Cagliari 5-2, in ANSA, 4 ottobre 2020. URL consultato il 5 ottobre 2020.
77. ↑   Torino-Cagliari 2-3: Belotti non basta, Joao Pedro e Simeone firmano il colpo dei sardi, in La Repubblica, 19 ottobre 2020. URL consultato il 20 ottobre 2020.
78. 1 2 3 4 5 6 7 8 9 10 11 12 13 14 15 16 17 18 19 20 21 22 23 24 25 26 27 28 29 30 31 32 33 34 35 36  Disputata a porte chiuse a causa della pandemia di COVID-19.